# Чемпионат Беларуси по лёгкой атлетике 1995
Открытый чемпионат Белоруссии по лёгкой атлетике 1995 года прошёл 7—8 июля в Гомеле на стадионе «Луч». Соревнования являлись отборочными в сборную Белоруссии на чемпионат мира, прошедший с 5 по 13 августа в Гётеборге. Наряду с белорусскими легкоатлетами в чемпионате принимали участие спортсмены из ближнего зарубежья (Литва, Молдавия, Украина).
Несколько лидеров участвовали в коммерческих стартах и пропускали чемпионат, в том числе Виталий Алисевич, Александр Главацкий, Наталья Духнова, Иван Комар, Татьяна Курочкина, Владимир Сасимович, Татьяна Шевчик, Наталья Шиколенко.
Наталья Виноградова установила национальный рекорд в беге на 200 метров.

## Медалисты

### Мужчины
| Дисциплина             | Золото                     | Золото             | Серебро           | Серебро | Бронза             | Бронза |
| ---------------------- | -------------------------- | ------------------ | ----------------- | ------- | ------------------ | ------ |
| 100 м                  | Сергей Корнелюк            | 10,32              |                   |         | Леонид Сафронников | 10,45  |
| 200 м                  | Сергей Корнелюк            | 20,68              |                   |         | Леонид Сафронников | 20,77  |
| 400 м                  | Александр Титов            | 47,95              |                   |         |                    |        |
| 800 м                  | Анатолий Бутковский        | 1.48,05            |                   |         |                    |        |
| 1500 м                 | Азат Ракипов               | 3.43,91            |                   |         |                    |        |
| 5000 м                 | Алексей Скутару Молдавия   | 14.20,84           |                   |         |                    |        |
| 10 000 м               | Владимир Тончинский        | 29.15,70           |                   |         |                    |        |
| 3000 м с препятствиями | Алексей Тарасюк            | 8.44,38            |                   |         |                    |        |
| Ходьба на 20 км        | Виктор Гинько              | 1:23.38            |                   |         |                    |        |
| 110 м с барьерами      | Александр Енько Молдавия   | 13,71              | Игорь Борисов     | 13,75   |                    |        |
| 400 м с барьерами      | Игорь Курочкин             | 50,85              |                   |         |                    |        |
| Прыжок в высоту        | Гинтарас Варанаускас Литва | 2,25 м PB          | Николай Москалёв  | 2,25 м  |                    |        |
| Прыжок с шестом        | Геннадий Сидоров           | 5,20 м             |                   |         |                    |        |
| Прыжок в длину         | Виктор Руденик             | 7,99 м             | Вячеслав Сафронов | 7,95 м  | Андрей Никулин     | 7,77 м |
| Тройной прыжок         | Виктор Сазанков            | 17,12 м (+2,4 м/с) |                   |         |                    |        |
| Толкание ядра          | Александр Климов           | 19,73 м            |                   |         |                    |        |
| Метание диска          | Владимир Дубровщик         | 65,68 м            | Василий Каптюх    | 61,28 м |                    |        |
| Метание молота         | Константин Астапкович      | 77,90 м            | Александр Красько | 77,46 м |                    |        |
| Метание копья          | Сергей Гордиенко           | 75,72 м            |                   |         |                    |        |
| Десятиборье            | Дмитрий Сухомазов          | 8103 очка          |                   |         |                    |        |

### Женщины
| Дисциплина             | Золото              | Золото     | Серебро            | Серебро | Бронза       | Бронза |
| ---------------------- | ------------------- | ---------- | ------------------ | ------- | ------------ | ------ |
| 100 м                  | Наталья Виноградова | 11,30      | Татьяна Старинская | 11,40   | Н. Воробьёва | 11,47  |
| 200 м                  | Наталья Виноградова | 22,86 NR   |                    |         |              |        |
| 400 м                  | Анна Козак          | 53,41      |                    |         |              |        |
| 800 м                  | Елена Бычковская    | 2.04,16    |                    |         |              |        |
| 1500 м                 | Елена Бычковская    | 4.09,47    |                    |         |              |        |
| 5000 м                 | Татьяна Нефедьева   | 16.09,79   |                    |         |              |        |
| 10 000 м               | Елена Мазовка       | 33.20,00   |                    |         |              |        |
| 2000 м с препятствиями | Елена Гришко        | 7.17,64    |                    |         |              |        |
| Ходьба на 10 км        | Ольга Кардопольцева | 42:59      |                    |         |              |        |
| 100 м с барьерами      | Лидия Юркова        | 12,76      |                    |         |              |        |
| 400 м с барьерами      | Татьяна Ледовская   | 56,42      | Наталья Игнатюк    | 56,77   |              |        |
| Прыжок в высоту        | Татьяна Гулевич     | 1,92 м     | Ж. Дятловская      | 1,84 м  |              |        |
| Прыжок в длину         | Лариса Кучинская    | 6,74 м     |                    |         |              |        |
| Тройной прыжок         | Жанна Гуреева       | 14,05 м    | Наталья Климовец   | 14,01 м |              |        |
| Толкание ядра          | Наталья Гурская     | 17,35 м    |                    |         |              |        |
| Метание диска          | Людмила Филимонова  | 59,58 м    |                    |         |              |        |
| Метание молота         | Светлана Судак      | 64,66 м    |                    |         |              |        |
| Метание копья          | Алина Сердюк        | 51,50 м    |                    |         |              |        |
| Семиборье              | Анжела Андрукевич   | 5615 очков |                    |         |              |        |

## Состав сборной Белоруссии для участия в чемпионате мира
По итогам чемпионата и с учётом выполнения необходимых нормативов, в состав сборной для участия в чемпионате мира в Гётеборге вошли:
Мужчины
800 м: Иван Комар.

Прыжок в высоту: Олег Жуковский.

Прыжок с шестом: Дмитрий Марков.

Прыжок в длину: Александр Главацкий.

Толкание ядра: Дмитрий Гончарук.

Метание диска: Виктор Баразновский, Владимир Дубровщик, Василий Каптюх.

Метание молота: Сергей Алай, Игорь Астапкович.

Метание копья: Владимир Сасимович.

Десятиборье: Эдуард Хямяляйнен.

Ходьба 20 км: Евгений Мисюля, Михаил Хмельницкий.

Ходьба 50 км: Виктор Гинько.
Женщины
200 м: Наталья Виноградова.

800 м: Наталья Духнова.

1500 м: Елена Бычковская.

100 м с барьерами: Лидия Юркова.

400 м с барьерами: Татьяна Курочкина, Татьяна Ледовская.

Прыжок в высоту: Татьяна Храмова, Татьяна Шевчик.

Тройной прыжок: Жанна Гуреева.

Метание диска: Эллина Зверева, Людмила Филимонова, Ирина Ятченко.

Метание копья: Наталья Шиколенко.

Семиборье: Анжела Атрощенко.

Ходьба 10 км: Ольга Кардопольцева, Наталья Мисюля, Валентина Цыбульская.